# TSH-receptorantistoffen
TSH-receptorantistoffen (anti-TSH-R) zijn autoantistoffen tegen de TSH-receptor. Het lichaam maakt deze antistoffen dus tegen de eigen TSH-receptor aan. De TSH-receptor is van belang in de schildklierregulatie.
Anti-TSH-R kan bepaald worden in het klinisch chemisch laboratorium. Dit gebeurt op verzoek van de arts bij een verdenking op een auto-immuunschildklierziekte.
TSH-receptorantistoffen kunnen stimulerend of remmend werken op de TSH-receptor. In 99% van de gevallen werken zij stimulerend op de TSH-receptor. Zij kunnen dan een hyperthyreoïdie, de ziekte van Graves, veroorzaken. Als zij remmend werken op de TSH-receptor, de minderheid van de anti-TSH-R, dan kunnen zij een hypothyreoïdie veroorzaken.
De TSH-receptorantistoffen zijn van de IgG klasse en kunnen de placenta passeren. Dit is klinisch relevant tijdens de zwangerschap. Er kan dan een intra-uteriene of neonatale thyreotoxicose ontstaan.